# Culex albertianus
Culex albertianus är en tvåvingeart som beskrevs av Edwards 1941. Culex albertianus ingår i släktet Culex och familjen stickmyggor. Inga underarter finns listade i Catalogue of Life.